# Michał Markuszewski
Michał Jan Markuszewski (ur. 1972)  – polski farmaceuta, profesor nauk farmaceutycznych, profesor i rektor Gdańskiego Uniwersytetu Medycznego.

## Życiorys
W 1995 ukończył studia farmacji w Akademii Medycznej w Gdańsku, 11 maja 2000 obronił pracę doktorską Porównawcza analiza chromatograficzna i chemometryczna faz stacjonarnych do wysokosprawnej chromatografii cieczowej, 31 maja 2007 habilitował się na podstawie pracy zatytułowanej Metabolomika: analizy metabolomiczne w oparciu o elektroforezę kapilarną. 27 lutego 2017 nadano mu tytuł profesora w zakresie nauk farmaceutycznych. Został zatrudniony na stanowisku adiunkta w Katedrze Biofarmacji i Farmakodynamiki na Wydziale Farmaceutycznym z Oddziałem Medycyny Laboratoryjnej Akademii Medycznej w Gdańsku.
Był profesorem nadzwyczajnym, kierownikiem w Katedrze i Zakładzie Toksykologii na Wydziale Farmaceutycznym Collegium Medicum im. Ludwika Rydygiera w Bydgoszczy Uniwersytetu Mikołaja Kopernika w Toruniu, dziekanem na Wydziale Farmaceutycznym Gdańskiego Uniwersytetu Medycznego, oraz prodziekanem na Wydziale Farmaceutycznym z Oddziałem Medycyny Laboratoryjnej Gdańskiego Uniwersytetu Medycznego.
Jest profesorem i kierownikiem w Katedrze Biofarmacji i Farmakodynamiki na Wydziale Farmaceutycznym Gdańskiego Uniwersytetu Medycznego, członkiem rady naukowej Pomorskiego Centrum Badań i Technologii Środowiska POMCERT Uniwersytetu w Gdańsku, oraz prorektorem ds. nauki Gdańskiego Uniwersytetu Medycznego.
W kwietniu 2024 został wybrany na rektora Gdańskiego Uniwersytetu Medycznego.